# Станіслав Осостович
Станіслав Вітольд Осостович (пол. Stanisław Witold Osostowicz; 3 травня 1906, Тернопіль — 25 вересня 1939, Варшава) — польський живописець, графік, автор рисунків і колажів, член Краківської групи.

## Життєпис
Народився 3 травня 1906 року в Тернополі. Закінчив гімназію в рідному місті, дворічну школу декоративного малярства у Львові (1923), навчався у державній промисловій школі у Львові в Казимира Сіхульського (1923—1927) і в Краківській академії мистецтв (1927—1932). Вже під час навчання в Краківській академії став членом Товариства польських художників «Sztuka» («Мистецтво»), а професор Фридерик Паутч уважав його навіть за свого наступника. На початку 1930-х років почав симпатизувати лівим, потоваришував із Йонашем Стерном, Сашою Блондером і Генриком Віцінським. У 1931 році брав участь у заснуванні мистецького товариства «Żywi», яке в 1932 році дало початок Краківській групі. У 1932 році Осостович намалював свою дипломну працю «Селянська епопея», яка як занадто радикальна, рішенням ректора Академії разом із кількома іншими дипломними працями за участі поліції була усунута із дипломної виставки. Семеро студентів були арештовані, а Станіслав Осостович, Леопольд Левицький і Адам Францішек Язьвєцький були видалені з навчального закладу. На знак протесту проти цих заходів за підтримки Леона Хвістека постала Краківська група.
У 1933 році Осостович переїхав до Львова, де швидко увійшов у середовище лівих, серед яких між іншим був Генрик Стренґ (пізніше знаний під псевдонімом Марек Влодарський). У 1935—1937 роках проживав у Кременці, мав свою кав'ярню. Від 1937 року — у Варшаві, де займався рекламною графікою, а в 1939 році прийнятий на роботу як карикатурист для Національного музею. Загинув під час бомбардування оточеної німцями Варшави.

## Творчість
Особливість художньої мови Станіслава Осостовича проявляється у динаміці ліній та кольорів, характерним експресивним авангардним течіям.
Працював у галузі олійного живопису, акварелі, пастелі, гуаші; створив власний експресивний мистецький стиль; малював багатофігурні вуличні сцени, мітинги, демонстрації.
Учасник збірних виставок у Кракові (1931, 1935), Варшаві (1938, 1939), у Швеції (1936–38); персональних — у Кременці (1935, разом із Сашою Блондером), Львові (1937, із Леопольдом Левицьким), посмертна — у Національному музеї у Варшаві (1967).

## Галерея

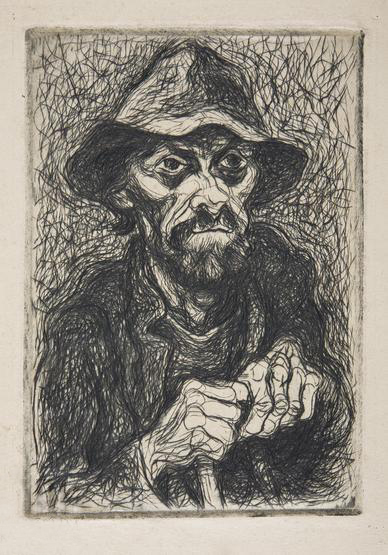
Жебрак, 1932
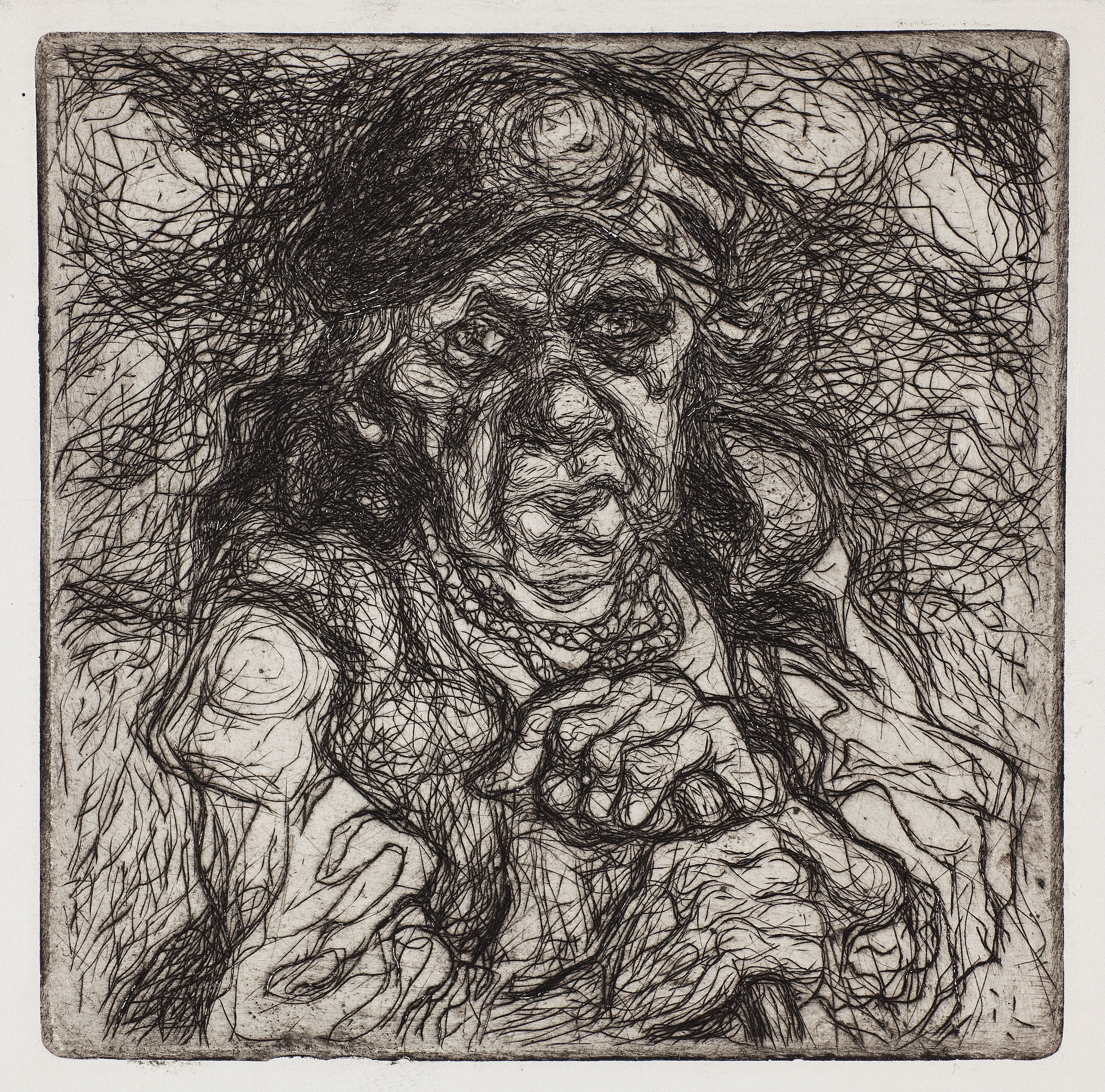
Стара селянка, 1932
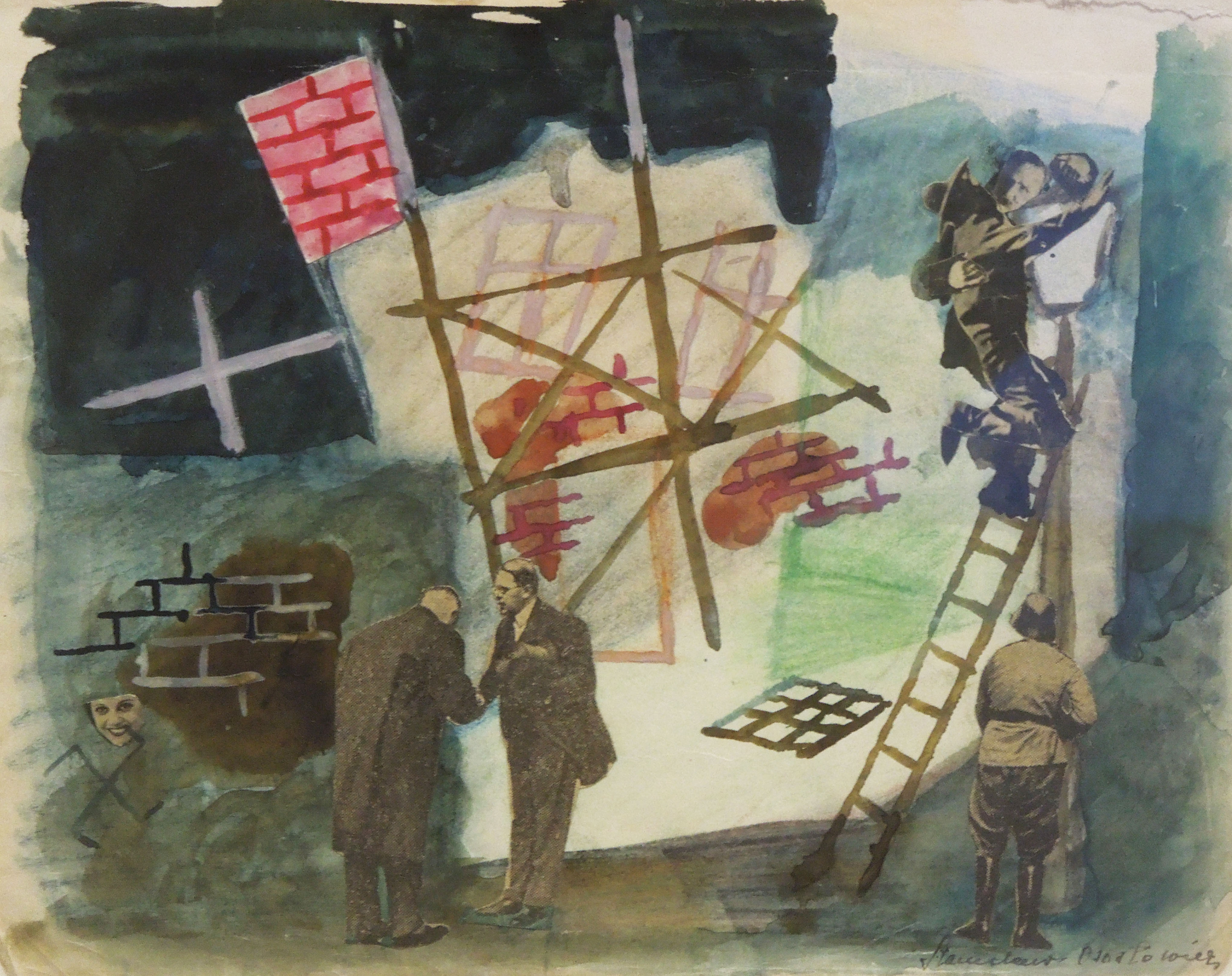
Антифашистська сатира, 1930—1937
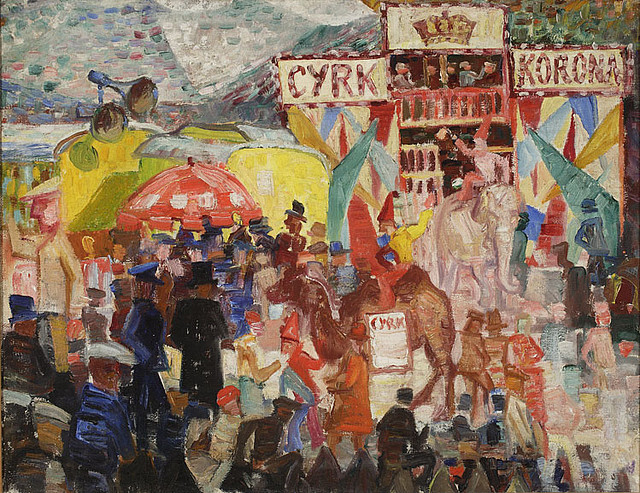
Цирк, 1934
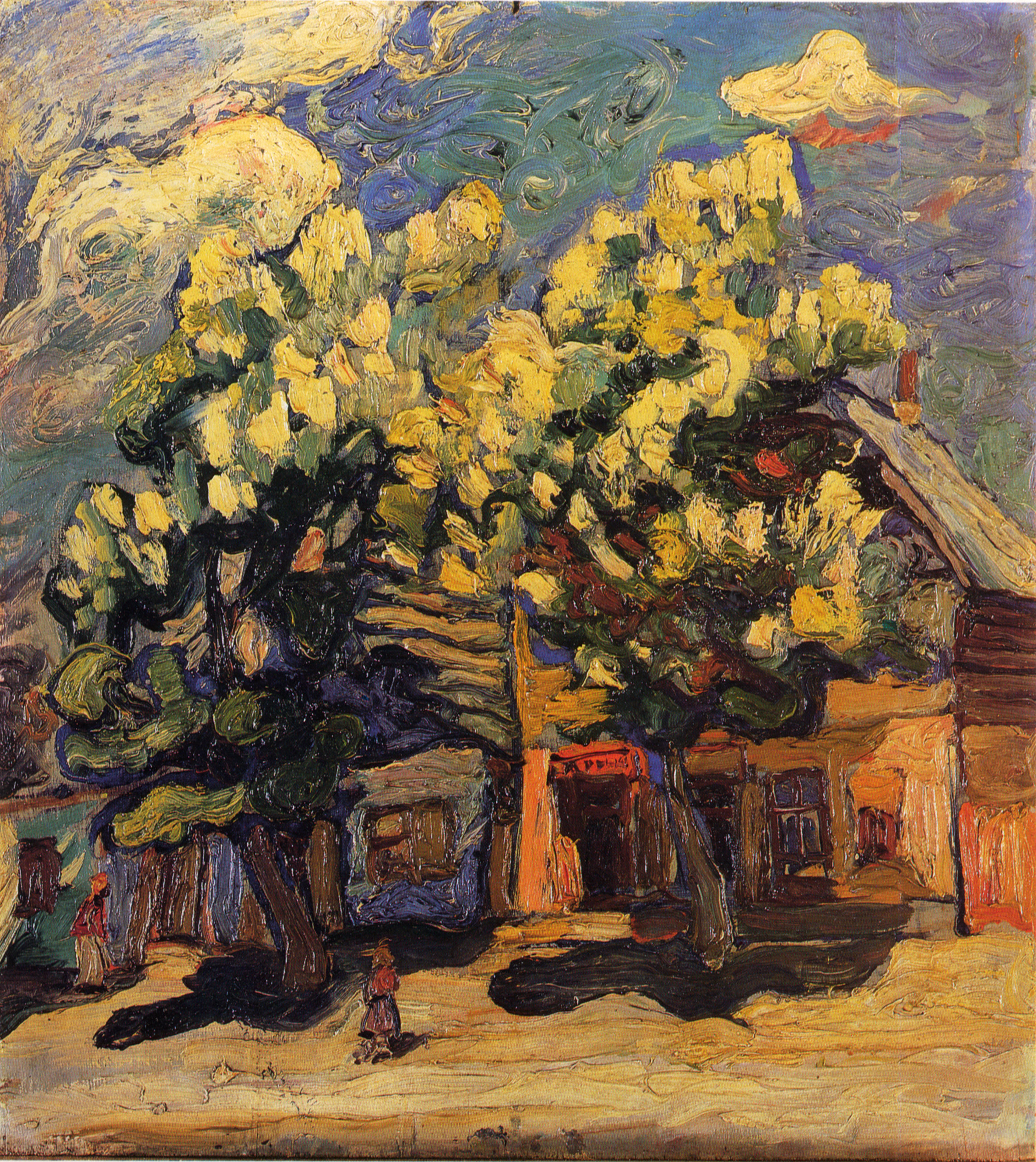
Вулиця. Каштани, 1938